# 氣旋阿爾弗雷德 (2025年)
強烈熱帶氣旋阿爾弗雷德是一場強大、持續時間長且變化無常的熱帶氣旋，為昆士蘭州東南部和新南威爾斯州北海岸帶來了嚴重影響。阿爾弗雷德是2024－2025年澳洲地區熱帶氣旋季第七個命名風暴和第六個強烈熱帶氣旋，源自珊瑚海於2月20日形成的熱帶低壓。
阿爾弗雷德是51年來首個吹襲昆士蘭州東南部的熱帶氣旋。當局如臨大敵，提早於昆士蘭州東南部和新南威爾斯州北部發布預警、警告並安排人員撤離。這兩個地區很少受到熱帶氣旋的直接吹襲。不過阿爾弗雷德在逼近人口中心的時候威力減弱，並在3月8日登陸前不久減弱為熱帶低氣壓。然而，強烈降雨還是為該地區帶來了嚴重的洪澇災害。
颶風造成至少一人死亡，另有四人失蹤。另有數十人受傷，當中大部分是澳洲國防軍於風暴最猛烈期間發生的一起道路碰撞造成的。阿爾弗雷德造成的經濟損失估計達12億澳元。

## 發展過程
2月20日，澳洲氣象局發現珊瑚海出現熱帶低氣壓。該機構最初將該擾動天氣命名為「22U熱帶低壓」，預計將在未來幾天發展成為熱帶氣旋。兩天后，聯合颱風警報中心將該系統升級為萨菲尔-辛普森飓风风力等级中的熱帶風暴级。澳洲氣象局原未立即效仿，而是將其維持為熱帶低壓。然而，在澳洲東部標準時間 16:20 左右，氣象局將該系統升級為 1 級，並將其命名為熱帶氣旋阿爾弗雷德（Alfred）。氣旋是按字母順序命名的，而安東尼（Anthony）原為下一個以“A”開頭的名字，但氣象局決定改用阿爾弗雷德（Alfred），以避免與總理安東尼·阿爾巴尼斯（Anthony Albanese）產生任何關聯或混淆。
在接下來的幾天，風暴繼續向東移動，並於2月24日澳大利亞東部標準時間16:00升級為2級熱帶氣旋。隨後，颶風轉向南方並持續增強，於澳洲東部標準時間2月26日22:00達到3級強度。第二天，隨著衛星影像上出現一個小風眼，氣象局進一步將阿爾弗雷德昇級為4級氣旋。當晚晚些時候阿爾弗雷德發生眼牆置換循環，導致阿爾弗雷德於3月1日在3級和4級之間波動，隨後在第二天進一步減弱為1級。隨後三天，它在蜿蜒移向海岸的過程中一直在強度1級和2級之間波動。3月7日澳洲東部標準時間23:30，颶風阿爾弗雷德登陸摩頓島，風力為75公里/小時。3月8日澳大利亞東部標準時間06:45，阿爾弗雷德在登陸澳洲前夕減弱為熱帶低氣壓。
這次氣旋襲擊了昆士蘭州南部和新南威爾斯州北部的部分地區。這兩個地區並不位於熱帶地區，而一般來說，此類氣旋都發生在熱帶地區。氣候科學家表示，由於氣候變化，此類跨區域氣旋將變得更加頻繁。

## 影響

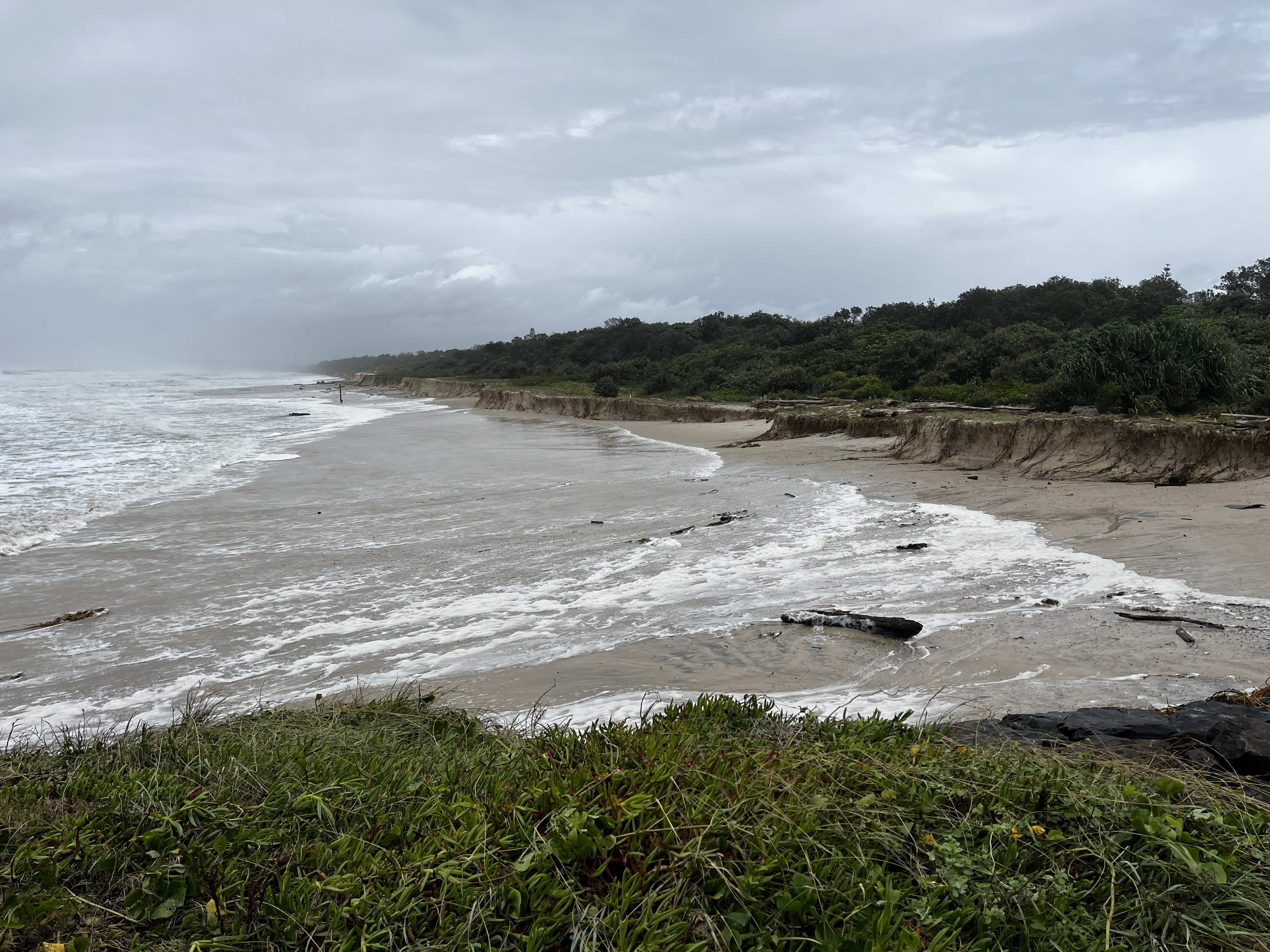
布倫瑞克黑茲（Brunswick Heads）主海灘的海岸侵蝕

3月6日澳洲東部標準時間下午3點左右，一名水上摩托車駕駛員失踪，其水上摩托車隨後在昆士蘭州布羅德海灘附近被發現。當天該地區遭遇了傾盆大雨。
3月7日澳洲東部標準時間12:00至08:00，黃金海岸和拜倫灣錄得超過100公里/小時的陣風。 在多里戈，一名男子驾车被洪水冲走，后被发现死亡。在雷德蘭灣一名 12 歲女孩失蹤。在利斯莫爾，兩輛澳洲國防軍車輛相撞，造成36人受傷，其中8人重傷，另有2人失蹤。在黃金海岸，颶風掀翻了一棟公寓樓的屋頂，導致一名婦女受傷，另有20人被疏散；一對夫婦因一棵樹砸穿他們臥室的天花板而受輕傷。
阿爾弗雷德共造成超過30萬戶停電，並對黃金海岸及陽光海岸著名的沙灘造成嚴重破壞。颱風對黃金海岸海灘做成了達六百萬立方公尺的沙土流失。黃金海岸市政府表示希望在復活節前修復海灘，以確保旅遊業不受影響。

## 爭議
昆士蘭自由國家黨籍的黃金海岸市長湯姆·塔特以及選區就在被正面吹襲的布里斯班的澳大利亚自由党籍反對黨領袖彼得·達頓在颱風的時候都不在崗位，被批評為怠忽職守。彼得·達頓離開自己選區迪克森飛往悉尼參加在富商賈斯汀·赫姆斯豪宅的籌款晚宴，並為聯盟黨籌得50萬澳元。此事被曝光後達頓急忙取消剩下來的選舉活動。而湯姆·塔特則前往拉斯維加斯觀看國家橄欖球聯賽賽事，並在颱風過後才回到黃金海岸。